# I Am Not Madame Bovary
I Am Not Madame Bovary (Wo bu shi Pan Jin Lian) è un film del 2016 diretto da Feng Xiaogang.

## Riconoscimenti
- 2016 – Festival Internazionale del Cinema di San Sebastián
  - Concha de Oro al miglior film
  - Concha de Plata alla migliore attrice a Fan Bingbing
- 2016 – Toronto International Film Festival
  - FIPRESCI Special Presentations a Feng Xiaogang
- 2016 – Golden Horse Film Festival
  - Golden Horse Award per il miglior regista a Feng Xiaogang
- 2017 – Asian Film Awards
  - Asian Film Awards per il miglior film
  - Asian Film Awards per la migliore attrice a Fan Bingbing
  - Asian Film Awards per la migliore fotografia a Luo Pan
- 2017 – Beijing College Student Film Festival
  - Miglior regista a Feng Xiaogang
- 2017 – Golden Rooster Awards
  - Miglior regista a Feng Xiaogang
  - Migliore attrice a Fan Bingbing
  - Migliore attore non protagonista a Yu Hewei